# Castelo Mendo, Ade, Monteperobolso e Mesquitela
Castelo Mendo, Ade, Monteperobolso e Mesquitela (oficialmente: União das Freguesias de Castelo Mendo, Ade, Monteperobolso e Mesquitela) é uma freguesia portuguesa do município de Almeida, com 41,88 km² de área e 208 habitantes (censo de 2021). A sua densidade populacional é 5 hab./km².

## História
Foi constituída em 2013, no âmbito de uma reforma administrativa nacional, pela agregação das antigas freguesias de Castelo Mendo, Ade, Monteperobolso e Mesquitela com sede em Monteperobolso.

## Demografia
A população registada nos censos foi:
| Distribuição da População por Grupos Etários | Distribuição da População por Grupos Etários | Distribuição da População por Grupos Etários | Distribuição da População por Grupos Etários | Distribuição da População por Grupos Etários | Distribuição da População por Grupos Etários |
| -------------------------------------------- | -------------------------------------------- | -------------------------------------------- | -------------------------------------------- | -------------------------------------------- | -------------------------------------------- |
| Antes da agregação                           |                                              |                                              |                                              |                                              |                                              |
| Ano                                          | 0-14 anos                                    | 15-24 anos                                   | 25-64 anos                                   | >= 65 anos                                   | Total                                        |
| 2001                                         | 19                                           | 28                                           | 140                                          | 182                                          | 369                                          |
| 2011                                         | 12                                           | 15                                           | 114                                          | 125                                          | 266                                          |
| Após a agregação                             |                                              |                                              |                                              |                                              |                                              |
| Ano                                          | 0-14 anos                                    | 15-24 anos                                   | 25-64 anos                                   | >= 65 anos                                   | Total                                        |
| 2021                                         | 3                                            | 7                                            | 75                                           | 123                                          | 208                                          |